# Klantreis
Een klantreis (Engels: customer journey) is een begrip dat gebruikt wordt in de marketing. De zogenoemde reis omvat het traject en alle contactpunten (touchpoints) tussen een consument en een merk, product of dienst. Dit betreft zowel rechtstreekse interacties tussen de klant en het bedrijf als de indirecte contacten, zoals meningen van anderen via sociale media, weblogs en recensies. Bedrijven kunnen deze klantreis analyseren vanuit het perspectief van de consument, met als doel het beter begrijpen en het verbeteren van de klantervaring (customer experience). Dit kan vervolgens leiden tot een gunstiger concurrentiepositie.

## Begripsoorsprong
De klantreis is een middel voor het begrijpen en analyseren van de ´innerlijke en subjectieve reacties die klanten ervaren bij enig rechtstreeks of onrechtstreeks contact met een bedrijf´. Het concept is enerzijds afkomstig uit service design, waarin maximalisatie van de klanttevredenheid centraal staat. Ook wordt de klantreis geassocieerd met klantrelatiebeheer, waarin gefocust wordt op de emoties en percepties tijdens een aankoop.

## Klantreisvisualisatie
Het instrument om het door de consument doorlopen traject te visualiseren wordt Customer Journey Map genoemd. Hiermee is het mogelijk elk contactpunt tijdens de klantreis in beeld te brengen. Voor het opstellen van een Customer Journey Map dienen kwantitatieve en kwalitatieve gegevens verzameld te worden, waarbij volgens Isaacson rekening moet worden gehouden met de volgende basisbeginselen:
- Het klantperspectief is het uitgangspunt. Het taalgebruik dient hierop aangepast te worden; jargon wordt derhalve vermeden.
- De Customer Journey Map dient de emotionele, ervaringsgerelateerde en functionele elementen van de klantreis te omvatten.
- Het instrument dient universeel te zijn, dus van toepassing te zijn op alle consumenten.
- De Customer Journey Map moet eenvoudig navolgbaar zijn.
- Er is invoer vereist vanuit meerdere disciplines, zodat de diverse mogelijkheden waarop de klant interacteert met het bedrijf door het instrument in ogenschouw worden genomen.